# Doktor Faust

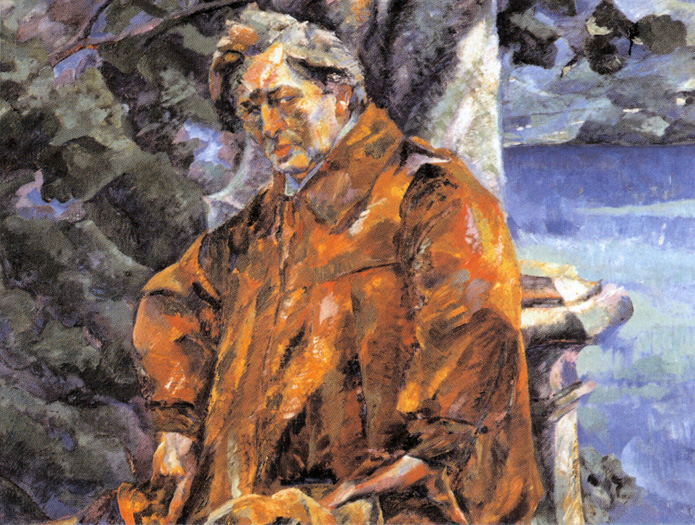
Portrait de Ferruccio Busoni (Umberto Boccioni, peinture, 1916)

Doktor Faust est un opéra composé par Ferruccio Busoni sur son propre livret, en allemand, basé sur le mythe de Faust. La composition de cet ouvrage occupa Busoni de 1916 à 1924, l'année de sa mort. Certains passages restaient à compléter, ce dont son élève Philipp Jarnach se chargea dans un premier temps. En 1982, le musicologue et spécialiste Antony Beaumont apporta diverses modifications de finition et acheva l'opéra en se servant d'esquisses du compositeur dont Jarnach n'avait pas eu connaissance, et qui étaient considérées comme perdues. Une analyse comparée du livret du Doktor Faust a été proposée par Nancy Chamness en regard de la version de Goethe. Pour un numéro de la revue Avant-Scène consacré à l'opéra, le musicologue Harry Halbreich développe une double analyse du livret et de la musique.

## Personnages
| Rôle | Voix                     | Distribution de la création mondiale, 21 mai 1925 à Dresde (direction : Fritz Busch)                                                |
| --- | ------------------------ | --- |
| Le Poète | rôle parlé               | Erich Ponto |
| Doktor Faust | baryton                  | Robert Burg |
| Wagner, son famulus, au dernier acte, Rector magnificus                                                                                   | basse                    | Willy Bader |
| Méphistophélès, sixième esprit, un homme vêtu de noir, un moine, un héraut, un chapelain de cour, un messager, un veilleur de nuit        | ténor                    | Theo Strack |
| Le Duc de Parme | ténor ou baryton         | Josef Correck |
| La Duchesse de Parme | soprano                  | Meta Seinemeyer |
| Le maître de cérémonies | basse                    | Adolf Schoepflin |
| Le frère de la fille, un soldat | ténor ou baryton         | Rudolf Schmalnauer |
| Un lieutenant | ténor                    | Ludwig Eybisch |
| Premier étudiant de Cracovie | ténor                    | E. Meyerolbersleben |
| Second étudiant de Cracovie | ténor                    | Paul Schöffler |
| Troisième étudiant de Cracovie | basse                    | Wilhelm Moy |
| Un théologien | baryton                  | Robert Büssel |
| Un étudiant de loi | baryton                  | Wilhelm Moy |
| Un naturaliste | baryton                  | Heinrich Hermanns |
| Premier étudiant de Wittenberg | ténor                    | Heinrich Tessmer |
| Second étudiant de Wittenberg | ténor                    | E. Meyerolbersleben |
| Troisième étudiant de Wittenberg | ténor                    | Ludwig Eybisch |
| Quatrième étudiant de Wittenberg | baryton                  | Paul Schöffler |
| Gravis, premier esprit | basse                    | Heinrich Hermanns |
| Levis, second esprit | basse                    | Robert Büssel |
| Asmodus, troisième esprit | baryton                  | Paul Schöffler |
| Belzebuth, quatrième esprit | ténor                    | Heinrich Kuppinger |
| Megäros, cinquième esprit | ténor                    | Ludwig Eybisch |
| Voix d'en haut | soprano alto ténor basse | Erna Berger Irmgard Quitzow Adelma von Tinty Elfriede Haberkorn Ludwig Eybisch E. Meyerolbersleben Paul Schöffler Heinrich Hermanns |
| chœurs : fidèles, esprits, soldats, courtisans, catholiques et luthériens étudiants, chasseurs, paysans ; Danses: pages portant les épées |                          | |

## Orchestre
La représentation de l'opéra requiert des moyens importants, qui se présentent ainsi  :
| Instrumentation du Doktor Faust |
| Orchestre dans la fosse |
| Bois |
| 1 petite flûte, 2 flûtes (la 2e joue aussi la petite flûte), 3 hautbois (le 3e joue aussi le cor anglais), 3 clarinettes (la 3e joue aussi la clarinette basse), 3 bassons (le 3e joue aussi le contrebasson) |
| Cuivres |
| 5 Cors, 3 Trompettes, 3 trombones, 1 tuba |
| Claviers |
| Orgue |
| Percussions |
| 2 harpes, 4 timbales, Triangle, tambour militaire (avec timbre / sans timbre), tambourin, xylophone, glockenspiel, celesta, cymbales, grosse caisse, Tam-Tam                                                  |
| Cordes |
| premiers violons, seconds violons, altos, violoncelles, contrebasses |
| Musique de scène |
| Cuivres |
| 3 Trompettes, 2 trombones, |
| Percussions |
| timbales, Cloches |
| Cordes |
| Violon soliste, alto soliste, violoncelle soliste |

## Livret
L'action du Doktor Faust s'organise en deux prologues (en allemand, Vorspiel) précédés d'une Sinfonia avec chœurs, un intermezzo scénique (Zwischenspiel) et trois scènes principales (Hauptspiel), les deux premières étant séparés par un intermezzo symphonique.

### Sinfonia
Une introduction orchestrale et chorale, sur le thème des Vêpres pascales, et des augures printaniers. L'écriture de l'orchestre tend à réaliser des imitations de cloches résonnantes, puis expose les thèmes principaux (Faust et Méphistophélès). Le chœur, derrière le rideau, répète le mot "Pax" sur une animation progressive du matériau orchestral.

### Le poète parle
Devant le rideau, le poète s'adresse aux spectateurs. Il explique notamment pourquoi il a abandonné ses premiers projets sur l'enchanteur Merlin et Don Juan le séducteur, en faveur de Faust. Cette introduction parlée met l'accent sur les origines du Mythe de Faust dans le théâtre de marionnettes. 
Ce passage parlé est souvent supprimé dans les représentations de l'opéra.

### Prologue I
Wittenberg, en Allemagne, à la fin du Moyen Âge.
Faust est Rector Magnificus de l'université.  Alors qu'il travaille sur une experience dans son laboratoire, son élève Wagner lui annonce la visite de trois étudiants de Cracovie, qui prétendent offrir au docteur Faust un livre de magie intitulé Clavis Astartis Magica (La clef de la magie d'Astarté). Faust accepte de les recevoir, songeant avec enthousiasme à la puissance qu'il pourrait en tirer. Les étudiants se présentent et lui remettent le livre. Lorsque Faust leur demande ce qu'il peut leur offrir en retour, ils lui répondent « plus tard » (« später »). Il leur demande s'il les reverra, et ils répondent « peut-être ». Ils se retirent. Wagner revient et, interrogé par Faust, déclare à son maître que nul n'est entré ni sorti. Faust s'écrie alors « Je sais qui ils étaient ! »

### Prologue 2
Même décor. À minuit.
Faust ouvre le livre et suit les instructions. Il trace un cercle sur le sol, et ordonne à Lucifer d'apparaître. Une lumière pale se répand dans le laboratoire, et des voix lui parviennent de derrière la scène. Faust leur soumet sa requête : Il veut s'adresser aux esprits infernaux, connaître leurs noms et à quelle vitesse ils agissent ou se déplacent. Cinq flammes se succèdent, et cinq démons s'annoncent. Le premier (chanté par une basse profonde) est Gravis, qui est lent comme le sable dans le sablier. Faust n'est pas impressionné par la rapidité de ces démons dont les tessitures sont de plus en plus aiguës. Il va renoncer, et retourner à son travail - mais une sixième voix l'appelle, très claire, et une flamme vive l'éblouit. Méphistophélès s'annonce, proclamant qu'il est vif « comme l'esprit des hommes » (« als wie des Menschen Gedanke »). Faust n'en attendait pas davantage. Il accepte de recevoir ce démon comme son serviteur. Un homme vêtu de noir se présente à lui pour le servir. Faust demande que tous ses vœux soient exaucés, que toute connaissance lui appartienne. Il lui demande le génie, « et aussi ses souffrances ». En échange, Méphistophélès déclare que Faust devra le servir après sa mort, ce à quoi le docteur se refuse absolument. 
Méphistophélès change de ton, en rappelant à Faust que ses créanciers, ses ennemis et les dévots qui souhaitent sa condamnation se tiennent derrière la porte. Faust, pris de panique, lui demande de l'en débarrasser. Le silence se fait, Méphistophélès annonce qu'ils sont tous morts... 
Un pacte est signé entre eux. Un chœur invisible chante Credo dans le lointain, saluant le jour de Pâques, alors que Faust signe le pacte de son sang, soudain pris par l'angoisse de ce que deviendra sa volonté. Après avoir déclaré, par provocation, que l'issue de leur association n'est pas certaine - « ne suis-je pas ton maître ? » (« Bin Ich nicht dein Herr ? »), il tombe évanoui. Le chœur, qui n'a cessé de chanter en coulisse, conclut sur le mot « Pax ». Méphistophélès répond « Pris ! » (« Gefangen ! »). L'obscurité se fait sur la scène, pendant que le chœur vocalise un Alleluya serein et radieux...

### Intermezzo
Une chapelle. 
Un soldat adresse une prière à Dieu, qui n'est pas seulement celui du pardon, mais de la vengeance. Sa sœur a été séduite et trompée par le docteur Faust, qui entre justement dans la chapelle. Méphistophélès le prévient que cet homme veut le tuer. Faust lui demande de le tuer, refusant de le faire de ses propres mains. Dans une atmosphère de cauchemar, Méphistophélès revient déguisé en moine et propose d'écouter la confession du soldat. Celui-ci refuse, n'ayant rien à se reprocher. Cependant, sa dernière heure est proche. D'autres soldats entrent soudain, jurent immédiatement que cet homme a tué leur capitaine et le tuent.  Le moine les en félicite et ils le laissent, le croyant fou. Méphistophélès peut juger du poids de la culpabilité sur la conscience de Faust.

### Action principale

#### Scène 1
La cour du duché de Parme, en Italie.
La cérémonie des noces du duc et de la duchesse de Parme s'achève. Le maître de cérémonies annonce un invité de marque, le fameux magicien, Faust. Celui-ci entre, annoncé par un héraut (Méphistophélès). La duchesse est immédiatement fascinée par Faust. Le duc maugrée que « c'est l'Enfer qui nous l'envoie ». Faust fait tomber la nuit et paraître les étoiles pour faire la démonstration de sa puissance par un spectacle de magie. 
À la demande de la duchesse, une vision du roi Salomon et de la reine Balkis prend place. La cour observe que le roi ressemble à Faust, et la reine à la duchesse. Ensuite viennent Samson et Dalila. Enfin Jean le Baptiste avec Salomé. Lorsque le bourreau (ressemblant au duc) s'avance pour frapper, la duchesse s'écrie qu'il ne doit pas mourir. Faust offre alors à la duchesse de le suivre et de quitter la cour. Séduite, elle n'en est pas moins hésitante. Le duc les interrompt et se déclare enchanté du spectacle magique, invitant le docteur Faust à souper. Méphistophélès recommande la fuite : les plats sont empoisonnés (« Die Speisen sind vergiftet »). Seule, la duchesse revient sur scène comme une somnambule et déclare son amour à Faust, acceptant de le suivre. Méphistophélès, déguisé en chapelain de cour, revient ensuite avec le duc et lui déconseille de poursuivre Faust et la duchesse. Il lui enjoint d'épouser la sœur du duc de Ferrare, qui menace de lui déclarer la guerre. Le duc se rend à ses arguments et reçoit sa bénédiction – mais la main qui le bénit, hors du manteau de cour de Méphistophélès, n'est qu'une patte avec des griffes.

#### Intermezzo symphonique
In modo d'una Sarabanda - Sarabande.

#### Scène 2
Une taverne dans Wittenberg
Des étudiants font grand tapage, discutant de Platon et de métaphysique, en présence de Faust. Lorsque le docteur, interrogé, répond que « rien n'est prouvé, et rien n'est démontrable », citant ensuite Martin Luther, les étudiants catholiques et protestants se lancent dans une violente querelle, qui ne prend fin qu'après le départ des protestants. Le calme revenu, Faust évoque son aventure amoureuse avec la duchesse de Parme. Méphistophélès entre soudain, en costume de messager. Il porte des nouvelles au docteur Faust. La duchesse est morte, et il remet à Faust un dernier cadeau de sa part : le cadavre de leur enfant. Méphistophélès conte ensuite, sur un mode cruellement comique, la séduction puis l'abandon de la duchesse (Ballade). Il change le corps de l'enfant en botte de paille et y met le feu. Dans la fumée paraît la vision d'Hélène de Troie. Les étudiants s'enfuient, et Méphistophélès se retire.  Faust, ébloui par cette vision, tente de l'approcher, mais elle se refuse. À sa place, les trois étudiants de Cracovie réapparaissent et réclament leur livre. Faust leur répond qu'il l'a brûlé. Les étudiants lui annoncent qu'il mourra à minuit.

#### Scène 3
Une rue de Wittenberg, sous la neige. Un porche d'église.
Méphistophélès, déguisé en veilleur de nuit, lance l'appel de onze heures. Wagner, ayant succédé à Faust comme Rector Magnificus de l'université, habite maintenant l'ancienne maison du docteur. Reconduit par des étudiants passablement ivres, il leur tient un discours pompeux et latinisant, puis leur souhaite bonne nuit. Après une brève sérénade, les étudiants se retirent. Faust, seul, avance jusqu'au seuil de sa porte. Dans l'église, des voix chantent le jugement divin et le salut de l'âme.  Faust souhaite se racheter par une dernière noble action. Il aperçoit une mendiante suivie d'un enfant et reconnaît en elle la duchesse de Parme. Elle lui confie leur fils et lui confie qu'il est encore temps pour lui d'accomplir sa tâche. Elle disparaît dans l'ombre. Faust tente d'entrer dans l'église – en vain : le soldat (de l'Intermezzo) l'en empêche. Faust essaie de prier, sans y parvenir ; il a oublié les mots des prières. À la lueur de la lampe du veilleur de nuit, il voit la figure du Christ sur la croix se changer en l'image d'Hélène de Troie. Il s'écrie « N'y a-t-il pas de miséricorde ? » (« Gibt es keine Gnade ? »).

#### Final (version Beaumont)
Faust fait la déclaration suivante, essentielle pour la compréhension de l'opéra pour Busoni : « Je te défie... toi que l'on nomme le diable... Ta haute malice se brise contre les vues plus élevées où je suis parvenu, et sur ma liberté acquise Dieu et le diable s'annulent ensemble ! » (« Euch zum Trotze ... die wir nennen böse.... An dieser hohen Einsicht meiner Reife bricht sich nun eure Bosheit und in der mir errungnen Freiheit erlischt Gott und Teufel zugleich. ») 
Comme dans le prologue II, Faust trace un cercle sur le sol. Il y prend place avec l'enfant et, dans un suprême effort, transmet à son fils toute sa volonté de vivre. Le veilleur de nuit lance l'appel de minuit. Faust tombe, mort. À sa place, un enfant nu se dresse, portant un rameau fleuri dans la main droite, et s'avance dans la nuit. Méphistophélès revient, trouve le corps de Faust étendu à terre et pose la question « Cet homme devait-il rencontrer une telle fin ? » (« Sollte dieser Mann verunglückt sein ? »). Il prend le corps de Faust sur son épaule et se retire. Au loin, des voix répètent les derniers mots du docteur : « Sang de mon sang, corps de mon corps, je te remets ma vie, moi, Faust, une éternelle volonté » (« Blut meines Blutes, Glied meines Gliedes, dir vermach' ich mein Leben, ich, Faust, ein ewiger Wille. »)

### Épilogue
Le poète s'adresse à nouveau aux spectateurs. 
Ce passage parlé est souvent supprimé dans les représentations de l'opéra.

## Discographie
en CD
- Dietrich Fischer-Dieskau, William Cochran, Hildegard Hillebrecht, Anton de Ridder, Karl Christian Kohn; Orchestre et chœur de la Radio Bavaroise dirigés par Ferdinand Leitner (Deutsche Grammophon; version Jarnach, enregistrée live, avec de légères coupures dans la partition[5],[6]).

- Dietrich Henschel, Kim Begley, Torsten Kerl, Eva Jenisova, Detlef Roth, Dietrich Fischer-Dieskau (le poète); Orchestre et chœur de l'Opéra national de Lyon dirigés par Kent Nagano (Erato ; version Beaumont, avec les deux versions de la fin de l'opéra, Jarnach ou Beaumont).

en DVD
- Thomas Hampson, Gregory Kunde, Sandra Tratmigg; [Orchestre et chœur de l'Opéra National de Zurich dirigés par Philippe Jordan (Arthaus Musik DVD et Blu-ray; version Jarnach, enregistrée en live, avec de légères coupures dans la partition).